# 芥川町
芥川町（あくたがわちょう）は、大阪府三島郡にあった町。現在の高槻市中心部の西方、西国街道の沿線にあたる。本項では町制前の名称である芥川村（あくたがわむら）についても述べる。

## 地理
- 河川：芥川

## 歴史
- 1889年（明治22年）4月1日 - 町村制の施行により、島上郡芥川村・郡家村の区域をもって芥川村が発足。
- 1896年（明治29年）4月1日 - 所属郡が三島郡に変更。
- 1929年（昭和4年）1月1日 - 芥川村が町制施行して芥川町となる。
- 1931年（昭和6年）1月1日 - 高槻町・大冠村・清水村・磐手村と合併し、改めて高槻町が発足。同日村廃止。

## 交通

### 道路
- 西国街道（旧・芥川宿）